# Dialekte in Rheinland-Pfalz

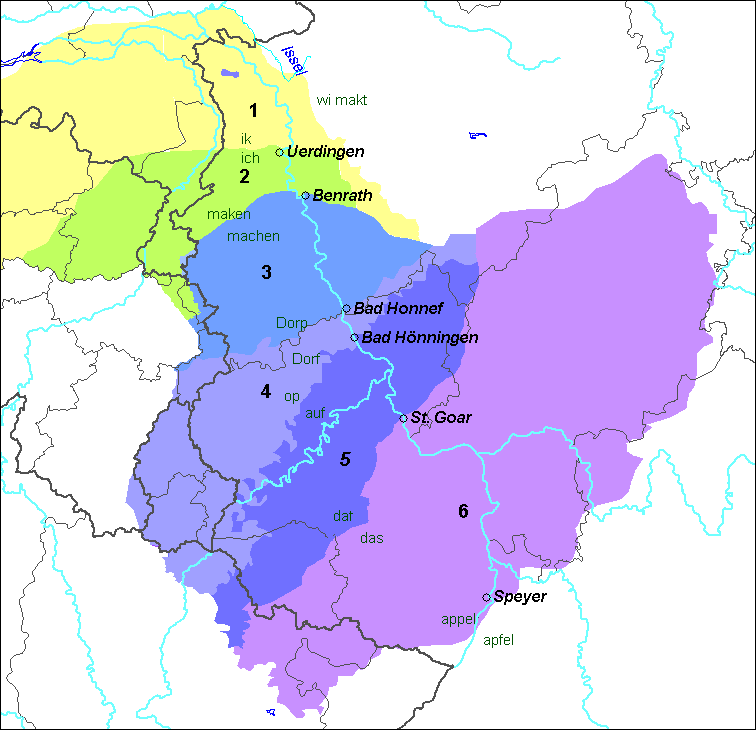
Der Rheinische Fächer
1: Niederfränkisch
2: Limburgisch
3: Ripuarisch
4: Nördliches Moselfränkisch mit Luxemburgisch
5: Südliches Moselfränkisch
6: Rheinfränkisch

Die Dialekte in Rheinland-Pfalz werden verschiedenen Gruppen den westmitteldeutschen Sprachen zugerechnet. Ripuarisch und Moselfränkisch (mit Luxemburgisch) bilden am Mittelrhein zusammen das Mittelfränkische, welches durch die über Hunsrück und Taunus verlaufende sogenannte dat-das-Linie (St. Goarer Linie) vom südlich angrenzenden Rheinfränkischen abgegrenzt wird.
Alle genannten Sprachgruppen werden dem Rheinischen Fächer zugeordnet, zu dem weitere Mundarten nördlich von Rheinland-Pfalz gehören. Südöstlich der sogenannten Speyerer Linie (Appel-Apfel-Isoglosse) beginnt der Übergangsbereich zum Oberdeutschen Sprachgebiet.
- Mittelfränkisch
  - Ein Übergangsdialekt zum Ripuarischen wird im südlichen Bonner Umland sowie in der Region Bad Neuenahr-Ahrweiler und Linz gesprochen. Bedingt durch die jahrhundertelange Zugehörigkeit dieser Territorien zum Kurfürstentum Köln verläuft die Sprachgrenze rechtsrheinisch zwischen Leubsdorf und Bad Hönningen. Linksrheinisch setzt sie sich südlich von Bad Breisig und nördlich von Brohl als sogenannte Vinxtbachlinie fort.
  - Das Gebiet, in dem das Nördliche bzw. das Südliche Moselfränkisch (mit dem zum Nördlichen Moselfränkisch gezählten Luxemburgisch) gesprochen wird, erstreckt sich im Rhein-Mosel-Raum von westlich der Eifel in nordöstlicher Richtung bis über den Mittelrhein hinüber ins (westlich von Siegen rheinland-pfälzische) Siegerland und in den Westerwald.

- Rheinfränkisch
  - Pfälzische Dialekte werden hauptsächlich in der Pfalz und in angrenzenden südöstlichen Teilen des Hunsrücks gesprochen.
  - das Rheinhessische in Rheinhessen (einschließlich Mainz)
  - Zum Südhessischen rechnen in Rheinland-Pfalz nur die Dialekte von Ingelheim am Rhein und einigen wenigen Umlandgemeinden.[1]

- Südfränkisch
  - Ein kleines Gebiet im Südosten der Südpfalz wird zum südrheinfränkischen Dialektgebiet gezählt, weil dort alemannische Dialekte aus dem Elsass und dem mittleren Baden die Ausprägung der Sprache beeinflussten.